# 小黃腳鷸
小黃腳鷸（學名：Tringa flavipes）是一种中等个头的涉禽，形状和个头较大的大黄脚鹬相似，叫声比后者柔和。它与大黄脚鹬的关系并不近，相反的，与形状相差较大的北美鹬是近亲。仅是在育种的颈部羽毛图案清晰密集，表明这些物种的实际关系。
它们的繁殖栖息地从阿拉斯加到魁北克森林地区池塘附近的空地。它们在地面上筑巢，通常在干燥开阔的地方。它们迁移到美国墨西哥湾沿岸和南美洲南部。
體長約25公分，腿稍長，呈黃色，體重大多介於60至100公克間。

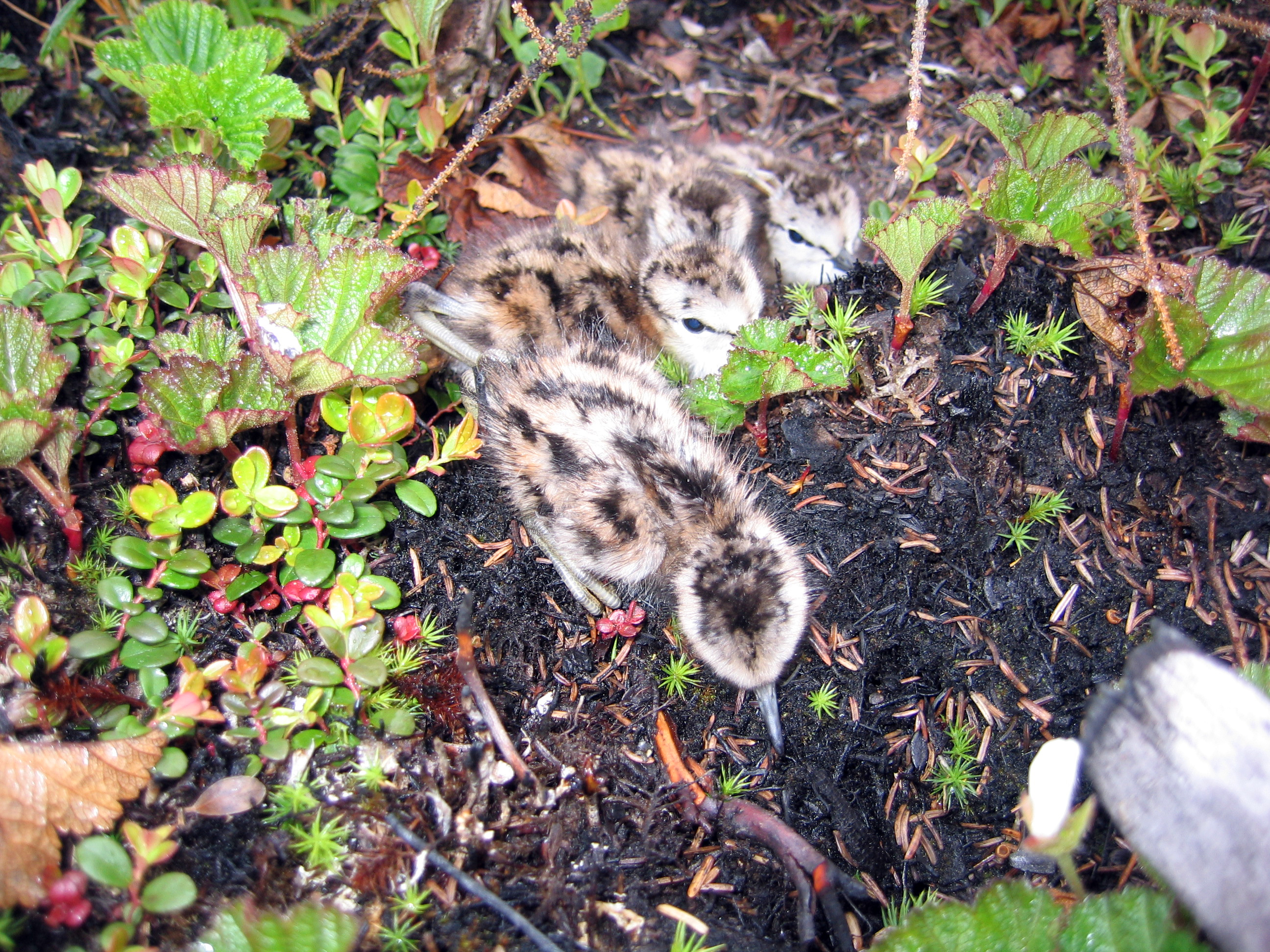
幼鳥

## 外部連結
- （英文）小黃足鷸的物種資料 （页面存档备份，存于） - 康奈爾鳥類學實驗室
- （英文）小黃腳鷸的信息和照片 （页面存档备份，存于） - 南達科他州鳥類和觀鳥的主題網站
- （英文）小黃腳鷸 Tringa flavipes （页面存档备份，存于） - 美國地質調查局信息中心帕圖克森特鳥鑑定
- （英文）Avibase[永久]